# Luiza Sarsfield Cabral
Luisa Sarsfield Cabral (Porto, 1941) foi uma anti-fascista portuguesa que fez parte do grupo Católicos Progressistas que lutaram contra o Estado Novo e a Guerra Colonial.

## Biografia
Maria Luisa Sarsfield Cabral, nasceu em 1941, na cidade do Porto. 
Após terminar os estudos no Liceu Carolina Michaelis, opta por estudar Letras na Universidade de Lisboa, onde se licencia em germânicas.  É durante este período que entra em contacto com a Juventude Universitária Católica (JUC) e envolve-se na crise académica de 1962, tendo participado nos protestos organizados pelos estudantes. Integra o Movimento Juvenil de Ajuda Fraterna (MOJAF), onde participa na construção de casas e uma biblioteca para a população de São Mamede de Infesta. 
É na faculdade que conhece o arquitecto Nuno Teotónio Pereira e passa a colaborar com a cooperativa Pragma da qual este era membro fundador.  Ajuda na distribuição dos Cadernos GEDOC (Grupos de Estudos e Intercâmbio de Documentação, Informações e Experiências). 
Ao de Nuno e Natália Teotónio Pereira, ajuda jovens a passar a fronteira com Espanha para fugirem à guerra colonial. Participa também na ocupação do bairro do Bom Sucesso em Odivelas, e no programa de alfabetização de adultos, promovido por Alfredo Bruto da Costa e Manuela Silva, que seguia o método criado por Paulo Freire. 
A pedido de Nuno Teotónio Pereira, transforma um anexo da sua casa num arquivo que serve também como esconderijo de literatura proibida pelo Estado Novo, e como ponto de distribuição do Boletim Anticolonial (BAC).  Em 26 de Novembro de 1973, são descobertos e Luisa Sarsfield Cabral é presa pela PIDE que revista a casa e que descobre entre outros documentos, fotografias do massacre de Wiriamu, ainda por arquivar. Na prisão partilha cela com Maria da Conceição Moita das Brigadas Revolucionárias, com Fátima Pereira Bastos e Maria José Campos que faziam parte da LUAR. Durante os quatro meses que passa presa em Caxias, é interrogada e torturada pela PIDE. 
Ao sair da prisão, em Março de 1974, é seguida pela PIDE e é afastada de dar aulas pelo estado que decide que ela não possui características apropriadas para leccionar, situação que se altera com o 25 de Abril.  Após a revolução, filia-se no partido socialista, recusa o convite de Nuno Teotónio Pereira para fazer parte do Movimento de Esquerda Socialista (MES) e ajuda a fundar o Centro de Reflexão Cristã. 

## Obras seleccionadas
Escreveu:
- Manter a distância: a dimensão religiosa na obra de Agustina Bessa-Luís [13]